# 猗氏故城
猗氏故城，位于山西省运城市临猗县牛杜镇铁匠营村东侧，是中华人民共和国全国重点文物保护单位之一。
2004年6月10日，公布为山西省文物保护单位，编号4-21。2013年5月公布为全国重点文物保护单位，是一座古遗址。